# Бразильско-индонезийские отношения
Бразильско-индонезийские отношения — двусторонние дипломатические отношения между Бразилией и Индонезией. В этих тропических странах имеются богатые залежи природных ресурсов, а также они обладают крупнейшими по площади влажными тропическими лесами, в которых имеется самое большое в мире биоразнообразие. Эти факторы дали для Индонезии и Бразилии жизненно важную роль в решении глобальных экологических проблем, в том числе организации защиты тропических лесов. Оба государства возглавляют список стран мира с наибольшим биоразнообразием, где Индонезия уступает только Бразилии.
Бразилия рассчитывает расширить сотрудничество с Индонезией, поскольку во многих областях, в том числе в сельском хозяйстве и высокотехнологичной промышленности, по-прежнему имеются огромные возможности для роста. Обе страны являются членами Всемирной торговой организации (ВТО), Форума сотрудничества стран Восточной Азии и Латинской Америки и крупнейших экономик G20. Ожидается, что к первой четверти XXI века Индонезия и Бразилия станут восходящими мировыми державами.
Бразилия является членом БРИКС, в то время как Индонезия является страной-партнëром. 

## История
В 1953 году были установлены дипломатические отношения между странами. У Индонезии есть посольство в Бразилиа, а Бразилия имеет посольство в Джакарте. В 1975 году двусторонние отношения стали довольно напряжёнными из-за вторжения Индонезии в Восточный Тимор. В 1999 году Восточный Тимор обрёл независимость и бразильско-индонезийские отношения улучшились, поскольку Бразилия дружески относится к Восточному Тимору из-за общей истории бывших португальских колоний и так как оба государства являются португалоязычными.
17 января 2015 года Бразилия отозвала своего посла после того, как Индонезия проигнорировала просьбу о помиловании и казнила гражданина Бразилии Марко Арчера Кардосо Морейру. Президент Бразилии Дилма Русеф подтвердила, что казнь их гражданина повлияет на отношения между странами и отозвала посла в Бразилию. Осужденный бразилец принадлежал к католической религии, и ему было отказано в доступе к священнику для совершения последних обрядов.
21 февраля 2015 года Индонезия отозвала своего назначенного посла в Бразилии после того, как эта страна отложила церемонию по случаю его назначения. Этот дипломатический скандал стал результатом казни гражданина Бразилии за торговлю наркотиками в январе 2015 года. Президент Бразилии Дилма Русеф сказала: «Мы считаем, что важно, чтобы ситуация развивалась с ясностью относительно состояния отношений между Индонезией и Бразилией». МИД Индонезии ответило: «То, как министр иностранных дел Бразилии неожиданно сообщил нам об отсрочке церемонии — когда назначенный посол уже был во дворце, неприемлемо для Индонезии». В одной строке МИД Индонезии также подчеркнуло, что ни одна иностранная страна не может вмешиваться в индонезийские законы. Это привело к тому, что Совет народных представителей Индонезии призвал оценить сотрудничество Индонезии с Бразилией, в том числе пересмотреть закупку оборонного оборудования у компании Embraer и оценить предложение бразильских экспортеров о поставках мяса в Индонезию.
29 апреля 2015 года правительство Индонезии казнило ещё одного гражданина Бразилии, который был шизофреником. По настоящее время послы этих государств в столицах друг друга не назначены.

## Государственные визиты
12 июля 2008 года президент Бразилии Луис Инасиу Лула да Силва посетил Индонезию. Это был его первый визит в Индонезию и второй визит в истории (после поездки президента Фернандо Энрике Кардозу в январе 2001 года). 18 ноября 2008 года президент Индонезии Сусило Бамбанг Юдойоно осуществил официальный визит в Бразилию по пути на Саммит АТЭС 2008 в Перу. 18 ноября 2009 года президент Сусило Бамбанг Юдойоно посетил Бразилию во второй раз. Во время этого визита президенты обеих стран подписал соглашение о стратегическом партнерстве между Бразилией и Индонезией. Ранее, 14-16 октября 2009 года, было проведено первое заседание совместной комиссии Бразилии и Индонезии для обсуждения плана действий по стратегическому партнёрству.

## Торговля
В настоящее время Бразилия является основным торговым партнёром Индонезии в регионе Южной Америки. Объём товарооборота вырос вырос на 185,09 % до 3,25 миллиарда долларов США в 2010 году, по сравнению с 1,14 миллиардов долларов США в 2006 году, и ожидалось, что к 2012 году он превысит 4 миллиарда долларов США. Экспорт Индонезии в Бразилию: пряжа, натуральный каучук, сырое пальмовое масло, фиксированные растительные жиры и масла, какао-бобы, бумага, электротехника, автомобильные запчасти. Экспорт Бразилии в Индонезию: соя, сахарный тростник, хлопок и железо. Бразилия заинтересована не только в увеличении экспорта и инвестиций в Индонезию, но и в увеличении импорта, такого как: удобрения, текстиль и пальмовое масло, и дальнейших инвестиций из Индонезии, в том числе в инфраструктурные проекты.